# David (Panama)
David is een stad en gemeente (in Panama un distrito genoemd) in het westen van Panama en hoofdstad van de provincie Chiriquí. Het is de op drie na grootste stad van Panama, met 165.000 inwoners (2015). David is een regionaal handelscentrum. Veehouderij is de belangrijkste bron van inkomsten in de regio, maar ook de productie van fruit, koffie, cacao en suiker zijn van belang.
De gemeente bestaat uit devolgende tien deelgemeenten (corregimiento): David (de hoofdplaats, cabecera), Bijagual, Chiriquí, Cochea, Guacá, Las Lomas, Pedregal,  San Carlos, San Pablo Nuevo en San Pablo Viejo.

## Geboren
- Carlos Samudio (1997), wielrenner